# Mike Defensor
Michael Tan Defensor (Manila, 30 giugno 1969) è un politico filippino.
Membro della nota famiglia Defensor, ha iniziato la propria carriera politica a Quezon City, dove è stato membro del consiglio comunale dal 1992 al 1995, prima di essere eletto come rappresentante del suo terzo distretto al Congresso delle Filippine. Qui è divenuto membro dei cosiddetti "Spice Boys", un gruppo di giovani deputati noto per aver dato inizio all'impeachment di Joseph Estrada. Tale evento, accompagnato dalla rivoluzione EDSA II, ha portato all'ascesa politica di Defensor, che nel corso dell'amministrazione di Gloria Macapagal-Arroyo ha poi ricoperto una serie di importanti cariche.
Nel 2016 è stato nuovamente eletto alla Camera dei rappresentanti, a capo della lista elettorale ANAKALUSUGAN.

## Biografia
Fa parte del clan dei Defensor: il padre Matías, così come i procugini Miriam, Arthur senior e junior, sono note figure dello scenario politico del paese.
Laureato in pubblica amministrazione presso l'Università delle Filippine, compie il proprio ingresso in politica nel 1992 come più giovane membro del consiglio comunale di Quezon City. Tre anni più tardi lascia il Laban, partito fondato da Cojuanco e Mitra che lo aveva lanciato, per unirsi al Partito Liberale in vista delle elezioni congressuali di quell'anno, che lo vedono trionfare come rappresentante del terzo distretto della città. Nella Camera diviene membro dei cosiddetti sei Spice Boys – elementi di spicco di un'ondata di politici neofiti arrivati alla fine degli anni novanta e di cui facevano parte anche i vari Andaya Jr., Barbers, Braganza, Sandoval II e Zubiri – tra i principali iniziatori dell'impeachment del presidente Estrada e della conseguente seconda rivoluzione EDSA che ne causa le dimissioni.
La neopresidente Arroyo ricambia il sostegno dei propri alleati politici, tra cui gli stessi Spice Boys, affidando ad essi numerose cariche all'interno del proprio gabinetto presidenziale: l'ascesa politica di Defensor lo vede quindi ricoprire svariate posizioni tra cui presidente del HUDCC (2001-2004) e manager della NHA (2001-2004), segretario dell'Ambiente e delle Risorse Naturali (2004-2006) e Chief of Staff del Malacañang (2006-2007). Lascia quest'ultimo incarico agli inizi del 2007 per candidarsi al Senato in vista delle elezioni di quell'anno, come membro della coalizione TEAM Unity del partito Lakas-CMD, dove però si classifica 15º a quasi un milione di voti di distanza dalla 12ª posizione (contesa fra il compagno di partito Zubiri e Pimentel III). Rimasto comunque stretto alleato della Arroyo, poco più tardi è accusato dall'ingegnere e whistleblower Jun Lozada di averlo corrotto nell'ambito dello scandalo NBN-ZTE, che vede coinvolti l'azienda cinese e il governo filippino. 
Al termine del governo Arroyo si candida Sindaco di Quezon City come membro del PRP, venendo però sconfitto dal liberale ed ex attore Bautista. Nel giugno 2016 è nuovamente eletto alla Camera, in rappresentanza della lista elettorale ANAKALUSUGAN, e due anni più tardi aderisce al PDP-LABAN, partito del Presidente Duterte. Nel maggio 2020, assieme ai compagni Marcoleta e Remulla, è tra i più noti deputati a sostenere l'ordine di chiusura della ABS-CBN, una delle principali reti televisive delle Filippine, da parte della Commissione sulle telecomunicazioni (NTC). Al termine di una serie di inchieste presso il Senato incentrate sulla legittimità dell'emittente e sulla nazionalità del suo presidente emerito Eugenio Lopez III, il 10 luglio seguente il Congresso filippino annuncia ufficialmente la decisione di negare ad ABS-CBN il rinnovo della licenza per le trasmissioni con 70 voti favorevoli e 11 contrari.

### Vita privata
È sposato con Julie Rose Tactacan, con la quale ha tre figli: Michaela Francesca, Miguel Gabriel e Juliana Pia.